# Craterispermum dewevrei
Craterispermum dewevrei är en måreväxtart som beskrevs av De Wild. och Théophile Alexis Durand. Craterispermum dewevrei ingår i släktet Craterispermum och familjen måreväxter. Inga underarter finns listade i Catalogue of Life.